# Сцена в саду Раундхэй
«Сцена в саду Раундхэй» (англ. Roundhay Garden Scene) — немой английский короткометражный киноролик Луи Лепренса, самый первый известный кинофильм в истории кинематографа, датированный 14 октября 1888 года. Создан за полтора года до первого фильма «Приветствие Диксона», снятого в лаборатории Томаса Эдисона при помощи кинетографа.

## Сюжет
«Сцена в саду Раундхэй» представляет собой тестовый киноролик, который был снят при проверке работоспособности очередной хронофотографической камеры, собранной Луи Лепренсом.
На кадрах родственники изобретателя и их гостья прогуливаются по саду, разбитому вокруг одноимённого дома, принадлежащего тестю и тёще Луи — Джозефу и Саре Уитли, — в пригороде Лидса Оуквуд Грейндж, Уэст-Йоркшир, Англия. Имена снятых людей точно известны: сын кинооператора Адольф Лепренс, тесть Луи Лепренса фабрикант Джозеф Уитли, его жена, тёща Луи — Сара Робинсон Уитли — и её подруга Харриет Хартли.

## Технические особенности
Фильм снят на рулонную негативную фотобумагу шириной 54 миллиметра, которую в 1884 году разработали Джордж Истмэн и Уильям Уокер. Для съёмки использовалась хронофотографическая камера «LPCCP Mk II» с одним объективом. Таких камер, которым предшествовала ещё одна, менее удачная, конструкция с 16 объективами, было изготовлено всего два экземпляра. По свидетельству сына изобретателя, Адольфа, для съёмки в саду Раундхэй использован первый экземпляр, снимавший с частотой 12 кадров в секунду. В качестве фильма киноролик никогда не демонстрировался Лепренсом, существуя только в виде набора кадров на фотобумаге. Оригинальный негатив, содержащий 20 кадров (1,66 секунды экранного времени при исходной частоте 12 кадров в секунду), был скопирован на стеклянную фотопластинку Музеем науки в Лондоне, куда дочь изобретателя Мэри передала в 1930 году сохранившиеся исходные материалы. Движущееся изображение было впервые воссоздано цифровыми методами только в 1989 году Британским Национальным Медиамузеем в Брадфорде. В результате интерполяции получены 52 цифровых видеокадра, занимающие на экране 2,11 секунды при кадровой частоте 24,64.

## В фильме снимались
- Адольф Лепренс — сын Луи Лепренса
- Сара Робинсон Уитли — тёща Луи Лепренса
- Джозеф Уитли — муж Сары Уитли, тесть Луи Лепренса
- Харриет Хартли — подруга Сары Уитли